# أردلان (سراب)
أردلان هي قرية في مقاطعة سراب، إيران. عدد سكان هذه القرية هو 817 في سنة 2006.